# Полковник Джек
Полковник Джек — роман Даніеля Дефо, вперше опублікований у 1722 році. Назва, під якою він був спочатку опублікований, була істотно довшою «Історія і чудове життя воістину Високоповажного полковника Жака». В просторіччі його називають полковник Джек. Він народився джентльменом, потім навчався у кишенькового злодія. Став досвідченим і 26 років був крадієм. Потім викрадення у Вірджинії, після якого він повернувся купцем. П'ять разів був одружений з чотирма повіями. Джек брав участь війнах, поводився відважно, отримував  почесті. Потім був призначений полковником. Втік з Шевальє, покинувши полк, завершує своє чудове життя, розраховуючи померти генералом.
Крутійський роман можна розглядати як кримінальне чтиво, поряд з деякими іншими творами Дефо, такі як «Молл флэндерс»(1722) і  «Роксана: Щаслива коханка» (1724). Він поділяється на багато елементів сюжету і теми з «Молля Фландерс», романи були опубліковані з проміжком лише в одинадцять місяців. Разом з багатьма іншими творами, «Полковник Джек» помітно зачіпає питання грошей та злочинності.

## Короткий сюжет
Починається роман з Джека, покинутої батьками дитини. Його батько просить медсестру-доглядальницю розповісти сину, коли він виросте, що він «джентльмен». Медсестра називає свого власного сина «Капітан Джек», щоб відрізнити його від двох інших Джеків під її доглядом, дає головному героєві ім'я «Полковник Джек»; іншу дитину вона називає «майор Джек». Медсестра вмирає, коли полковнику Джеку було десять, а три хлопці, кинуті у зовнішній світ, звертаються до злочину. Полковник Джек стає помічником кишенькового злодія, Вілла, і втягується в навички торгівлі. Оскільки масштаби та характер злочинів стають більш суворими, Джек починає розуміти шкоду, яку він робить.
Побродивши по країні з капітаном Джеком і оселившись в Шотландії на певний час, вони вирішують приєднатися до армії, але скоро покидають її. Пробираючись у Ньюкасл, вони обманом сіли в човен, який, на їх думку, прямував до Лондона, але насправді попрямував до Вірджинії. Там вони продаються в рабство. Джек відпрацьовує свій час і в достатній мірі вражає свого господаря, щоб стати самим власником плантації . Він стає доброчесним, тим, хто кається за своє минуле життя. Під час повернення до Англії його корабель був захоплений французами, а Джек залишається в Бордо, де його обмінюють на французького торговця, якого утримували англійці. Повернувшись до Англії та забравши звідти французьких манер, Джек бере собі ім'я полковник Жак. Він у шлюбі називається мисливцем за фортуною, який не знає меж своїм статкам. Його дружина виявляється  марнотраткою і перелюбкою, тому шлюб триває недовго і закінчується розлученням. Невдоволений, розчарований Джек повертається до Франції. Там він купує компанію солдатів і бореться на стороні французів у війнах того часу. Після того, як ворог узятий в полон, Джек втягується в шлюб з розрахунковою жінкою, яка знову перелюбна. Він ранить її коханця на дуелі, і тікає назад у Лондон.
Джек знову одружується, хоча дружина стає алкоголіком і перелюбницею, і, нарешті, напивається  до смерті. Він одружується з новою жінкою, але покидає країну після вступу до невдалого Якобітського повстання 1715 року. Він вибирає переселитися у Вірджинію, його нова дружина Моггі, померла тим часом. Там Джек зустрічає свою колишню дружину і все зводиться до того, що вона є власником на плантації. Вони примиряються і вступають у подружжя. Колонія стає затоплена людьми, що були захоплені повстанцями-якобітами та перевозяться туди, як для  покарання. Занепокоєний своєю безпекою, Джек і його дружина втекли до Вест-Індії під приводом хвороби, де він зрештою дізнається про загальне помилування решти повстанців і, отже, він вільний чоловік. Повернувшись до Вірджинії, щоб приєднатися до своєї дружини, яка вже повернулася назад, щоб керувати своїми діловими інтересами, корабель Джека захоплюють іспанці і він опиняється в Гавані. Незважаючи на те, що він був ув'язненим, йому вдалося щасливо отримувати прибуток від незаконних пригод для торгівлі та незабаром він повертається до Вірджинії. Джек починає регулярно торгувати зі своїми іспанськими контактами, але повинен сховатися серед них, коли його присутність відкриває влада. Прикидаючись іспанцем, Джек живе досить комфортно протягом деякого часу і має додаткові думки про покаяння та релігії. Роман закінчується ти, що розповідями Джека про його наміри подорожувати в Кадіс, а потім звідти до Лондона, бути повернутим дружині з Вірджинії.

## Теми
Опублікований з різницею всього в одинадцять місяців, полковник Джек ділить багато сюжетних елементів з іншим твором Дефо «Молль Фландерс». Серед цих подібностей: обидва Молл і Джек є діти-сироти; одружуються вони на п'ять разів; вони звертаються до злочинності від відчаю; безпідставно заарештований; перевозяться як Наймані робітники, раби в Америку; стають багатими плантаторами; користуються консультаціями викладача; возз'єднуються після багатьох років з втраченими половинками, з яким вони проживають свої останні дні. В обох випадках оповідач повідомляє, що вони повернулися до Англії після закінчення роману. Крім того, вони обидва прагнули протягом життя ввійти до стану панства — Молл з впливу бачачи тих, хто навколо нього, як дитина, Джек після того, як дізнався, ким він був народжений — і обидва зрештою домоглися цього. Отже, із загального з іншими художніми творами Дефо основні теми роману включають вартість грошей, закону та злочинністю.

## Спадщина
«Життя і подвиги з найвідоміших розбійників» (1734) з'являється історія полковника Джека, і в XIX столітті «Страшні казки» також був заснований на реальних подіях.